# Świetlność
Świetlność – w akceleratorach, liczba cząstek w wiązce na jednostkę powierzchni, na jednostkę czasu. Wyraża się w jednostkach układu CGS jako cm−2 s−1, lub b−1 s−1. Dla dwóch relatywistycznych wiązek przeciwbieżnych świetlność wyrażana jest wzorem:
{\displaystyle L=fn{\frac {N_{1}N_{2}}{A}},}
gdzie:
{\displaystyle f} – częstość obiegu cząstek,
{\displaystyle n} – liczba pęczków cząstek w każdej wiązce,
{\displaystyle N_{i}} – liczba cząstek w pęczku,
{\displaystyle A} – powierzchnia przekroju wiązki.
Scałkowana świetlność to świetlność scałkowana po czasie (dla stałej świetlności jest to iloczyn świetlności i czasu). Określa ilość cząstek, jaka przeleciała przez jednostkę powierzchni.